# Чий-Талаа
Чий-Талаа (кирг. Чий-Талаа) — село в Алайском районе Ошской области Кыргызстана. Входит в состав Алайскского айылного аймака имени К. Белекбаева.

## География
Село расположено в южной части области, в высокогорной зоне, на правом берегу реки Гульча, на расстоянии приблизительно 37 километров (по прямой) к югу от села Гульча, административного центра района. Абсолютная высота — 2176 метров над уровнем моря.

## Население
Согласно оценочным данным Национального статистического комитета Кыргызской Республики, численность населения села на начало 2023 года составляла 2128 человек.
| год     | 2009 | 2014 | 2015 | 2020 | 2021 | 2023 |
| ------- | ---- | ---- | ---- | ---- | ---- | ---- |
| человек | 1496 | 1775 | 1646 | 2025 | 2114 | 2128 |